# بوبکر کیتا
بوبکر کیتا (انگلیسی: Boubacar Keita؛ زادهٔ ۲۰ مهٔ ۱۹۸۴) بازیکن فوتبال اهل گینه است.
از باشگاه‌هایی که در آن بازی کرده است می‌توان به باشگاه فوتبال مادورا یونایتد، باشگاه فوتبال پاهانگ، و باشگاه فوتبال آرما اشاره کرد.
وی همچنین در تیم ملی فوتبال گینه بازی کرده است.